# Моанда (Габон)
Моанда (фр. Moanda) — один из крупнейших городов Габона, расположенный в провинции Верхнее Огове. Административный центр департамента Лембумби-Лейу. Город является одним из важнейших центров добычи марганца, разработка залежей которого началась в 1957 году компанией COMILOG Cableway (англ.). Моанда с населением 59 154 человек (2013) является вторым по величине, после Франсвиля, городом провинции Верхнее Огове. Кроме того, это пограничный город, расположенный в 100 км от границы с Республикой Конго.

## География и климат
Моанда расположена на нескольких соседних плато, находящихся между более высоким и крупным плато Bangombe на севере и болотистой местностью реки Миоссо на юге.
Климат экваториальный, в период с января по март характерны грозы и высокая температура воздуха, а с июля по сентябрь — низкая.

## История
Изначально Моанда была деревней, располагавшейся на болотистых берегах реки Миоссо. Открытие залежей марганца на близлежащем плато Bangombe в 1953 году привело к появлению города. В 1959 году около Моанды была построена железная дорога, по которой экспортируется руда. Численность населения города выросла в 1990-х годах из-за притока беженцев из Республики Конго.

## Административное деление
Моанда разделена на три части. Первая расположена на главном плато и его склонах, в нём находятся торговый центр и густонаселённые районы — Ankoula, Montagne Sainte и Fumier. Во второй самые густонаселённые районы — Alliance, Rio и L’Oasis. Третья находится на востоке плато и включает районы Lekolo и Leyima.

## Экономика
Моанда является одним из крупнейших центров добычи марганца в мире. Управляющая компания, COMILOG Cableway, экспортирует в среднем 3,5 млн тонн марганцевой руды в год, делая Габон одним из трёх крупнейших экспортёров марганца в мире. Марганец до сих пор добывается на плато Bangombe (42 км²).

## Транспорт
В городе есть аэропорт и железнодорожный вокзал, который находится к северу от плато Bangombe. Также есть автодорога N3, которая соединяет Моанду и Мбинду (Республика Конго).